# Roberto Di Benedetto
Roberto Di Benedetto (Noisy-le-Grand, 8 maggio 1997) è un hockeista su pista francese.
È fratello minore di Carlo Di Benedetto.

## Palmarès

### Club

#### Titoli nazionali
- Coppa di Francia: 2

La Vendéenne: 2013-2014, 2015-2016
- Campionato francese: 2

La Vendéenne: 2015-2016, 2016-2017
- Supercoppa di Spagna: 1

Deportivo Liceo: 2021
- Coppa del Re: 1

Deportivo Liceo: 2021

#### Titoli internazionali
- Coppa CERS/WSE: 2

Lleida: 2017-2018, 2018-2019